# 查尔斯·阿玛布尔·勒努瓦
查尔斯·阿玛布尔·勒努瓦（法語：Charles Amable Lenoir,1860–1926），法国学院派画家，师从威廉·阿道夫·布格罗，创作了大量神话和宗教题材的现实主义作品。两次荣获罗马大奖，一次荣获法国荣誉军团勋章。

## 畫廊

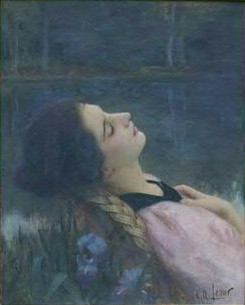
Le Calme 勒努瓦以妻子为模特的获奖作品
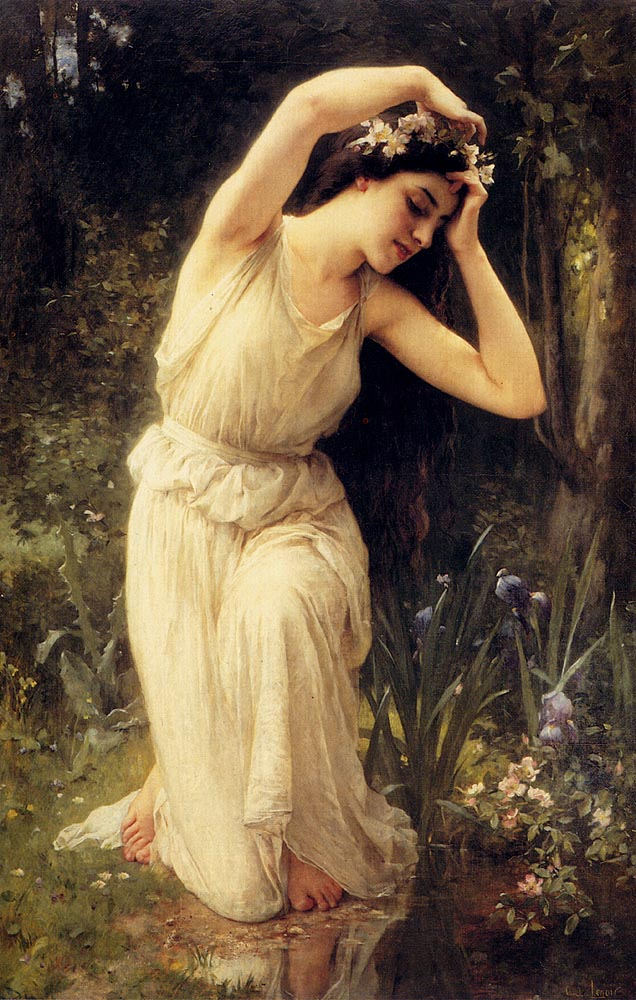
《林中的寧芙》